# ديونيسيو بيريز غوتيريز
ديونيسيو بيريز غوتيريز (بالإسبانية: Dionisio Pérez Gutiérrez)‏ هو صاحب مطعم وصحفي إسباني، ولد في 1872 في جرازاليما في إسبانيا، وتوفي في 23 فبراير 1935 في مدريد في إسبانيا.